# Town of Cottesloe
Town of Cottesloe is een Local Government Area (LGA) in Australië in de staat West-Australië in de agglomeratie van Perth. Town of Cottesloe telde 7.970 inwoners in 2021. De hoofdplaats is Cottesloe.